# Ирландска свободна държава
 Тази статия е за бившия британски доминион.  За съвременната независима република вижте Ирландия (държава).  
Ирландската свободна държава (на ирландски: Saorstát Éireann; на английски: Irish Free State) е основана през 1922 г. като доминион на Британската империя по силата на Англо-ирландския договор, подписан на 6 декември 1921 и сложил край на Ирландската война за независимост, като замества самопровъзгласената военновременна Ирландска република.
Както се очаква, Северна Ирландия незабавно упражнява предвиденото в договора свое право да се отдели от новата държава и отново да се присъедини към Обединеното кралство.
През 1937 г. с референдум е приета нова конституция, с която държавата е преименувана на Ирландия.